# Blærebælg
Blærebælg (Colutea) er en slægt med ca. 10 arter, der er udbredt i Middelhavsområdet, Mellemøsten, Lilleasien, Kaukasus, Centralasien og Kina. Det er løvfældende buske eller små træer. Mange af arterne er tornede. Bladene sidder spredtstillet, og de er uligefinnede med helrandede småblade. Blomsterne er samlet i små klaser, og de er 5-tallige og uregelmæssige (typiske ærteblomster) med gule eller orangerøde kronblade. Frugterne er oppustede bælge med mange frø.
| Beskrevne arter |

- Almindelig Blærebælg (Colutea arborescens)
- Rød Blærebælg (Colutea orientalis)

| Andre arter |

- Colutea buhsei
- Colutea cilicia
- Colutea cilicica
- Colutea gracilis
- Colutea istria
- Colutea nepalensis
- Colutea persica